# Bauru
Bauru este un oraș în São Paulo (SP), Brazilia.